# Colin Chilvers
Colin Chilvers (* 1945 in London; † 19. November 2024) war ein britischer Spezialeffektkünstler beim Film.

## Leben und Karriere
Chilvers besuchte das Hornsey College of Art in Crouch End, North London. Danach absolvierte er eine Ausbildung als Animator und Spezialeffekt-Künstler bei den Dreharbeiten zu Inspektor Clouseau und Luftschlacht um England. Nach weiteren britischen Filmen wie The Rocky Horror Picture Show und Tommy wurde er für seine Arbeit am Superheldenfilm Superman 1979 mehrfach mit Filmpreisen ausgezeichnet. Er gewann den British Academy Film Award in der Kategorie Bester britischer Beitrag zum Kino sowie einen Oscar in der Kategorie Special Achievement Award. 1986 führte er die Regie zu Michael Jacksons Musikvideo Smooth Criminal. 1990 wurde er für einen Grammy in der Kategorie Bestes Musik-Langvideo für Michael Jacksons Moonwalker nominiert. Ab Mitte der 1980er Jahre war Chivers gelegentlich als Regisseur für das Fernsehen tätig. So inszenierte er unter anderem fünf Folgen der Fernsehserie Superboy (1988). Zuletzt drehte er einen 2004 veröffentlichten Fernsehfilm. Chilvers ist Mitglied der British Academy, der Directors Guild of America und der International Alliance of Theatrical Stage Employees. 2012 erhielt er einen Ehrendoktortitel der Brock University.
Chilvers‘ Neffen Chris Corbould (* 1958), Ian Corbould (* 1959), Paul Corbould (* 1961), Neil Corbould (* 1962) und seine Nichte Gail Corbould (* 1966) sind ebenfalls als Filmschaffende im Bereich Spezialeffekte tätig.

## Filmografie (Auswahl)
- 1968: Inspektor Clouseau
- 1969: Banditen auf dem Mond (Moon Zero Two)
- 1972: Alice im Wunderland (Alice’s Adventures in Wonderland)
- 1975: The Rocky Horror Picture Show
- 1975: Tommy
- 1976: Der Adler ist gelandet (The Eagle Has Landed )
- 1978: Superman
- 1980: Saturn-City (Saturn 3)
- 1980: Superman II – Allein gegen alle (Superman II)
- 1981: Condorman
- 1982: Die Klasse von 1984 ( Class of 1984 )
- 1983: Superman III – Der stählerne Blitz (Superman III)
- 1998: Chucky und seine Braut (Bride of Chucky)
- 2000: X-Men
- 2001: Driven
- 2002: K-19 – Showdown in der Tiefe (K-19: The Widowmaker)
- 2003: Bulletproof Monk – Der kugelsichere Mönch (Bulletproof Monk)
- 2005: Der Babynator (The Pacifier )
- 2007: Shoot ’Em Up

## Auszeichnungen
- 1979: Oscar in der Kategorie Special Achievement Award für Superman
- 1979: BAFTA Film Award in der Kategorie Bester britischer Beitrag zum Kino für Superman
- 1990: Grammy-Awards-Nominierung in der Kategorie Bestes Musik-Langvideo für Moonwalker